# Juliette Simon-Girard
Juliette Simon-Girard (París, 1859 - Niça, 1954) fou una actriu i cantant francesa. Estudia al conservatori de la seva ciutat natal i es presentà per primera vegada en escena el 1870 en el teatre Folies-Dramatiques de París, creant el rol a Les cloches de Corneville. Casà el 1878 amb el cantant Simon-Max del què es divorcià el 1894, i quatre anys més tard es tornà a casar amb l'actor Huguenet. Va coadjuvar a l'èxit de La Fille du tambour-major de Mademoiselle Carabin i d'altres operetes, a més de la citada primerament, amb la gràcia i finesa amb què interpretà els principals papers.